# トラヴァリアート
トラヴァリアート（伊: Travagliato）は、イタリア共和国ロンバルディア州ブレシア県にある、人口約14,000人の基礎自治体（コムーネ）。

## 地理

### 位置・広がり

#### 隣接コムーネ
隣接するコムーネは以下の通り。
- ベルリンゴ
- カステニャート
- カッツァーゴ・サン・マルティーノ
- ログラート
- オスピタレット
- ロンカデッレ
- ロヴァート
- トルボレ・カザーリア

### 気候分類・地震分類
気候分類では、zona E, 2410 GGに分類される。
また、イタリアの地震リスク階級 (it) では、zona 3 (sismicità bassa) に分類される
。

## 姉妹都市
- Beaufort-en-Vallée、フランス

## 人物

### 著名な出身者
- フランコ・バレージ - 1980年代から1990年代にかけて活躍したサッカー選手。